# Michelshohn
Michelshohn ist ein Ortsteil der Stadt Hennef (Sieg) im Rhein-Sieg-Kreis in Nordrhein-Westfalen.

## Lage
Das Gehöft liegt im Mittelsiegtal, am Rande des Pleiser Ländchens zwischen Siebengebirge und Westerwald. Nachbarorte sind der Hof Theishohn im Osten, der Hennefer Stadtteil Geisbach im Nordosten und der Hof Petershohn im Norden.

## Geschichte
Michelshohn gehörte zum Kirchspiel Geistingen, 1830 lebten hier 11 Einwohner.
Bis 1934 gehörte Michelshohn zur Gemeinde Geistingen.